# Nada más que una mujer
Nada más que una mujer es una película dramática estadounidense de 1934 dirigida por Harry Lachman y protagonizada por Berta Singerman, Alfredo del Diestro y Juan Torena.
Es la versión en idioma español de Pursued (1934) de Fox.

## Argumento
Una joven artista que se mantiene a sí misma leyendo poesía en bares de mala muerte en las Filipinas, se enamora de un estadounidense que ha quedado temporalmente ciego debido a una paliza recibida de algunos camorristas.

## Reparto
- Berta Singerman como Mona Estrada.
- Alfredo del Diestro como Julio Franchoni.
- Juan Torena como David Landeen.
- Luana Alcañiz como Gilda.
- Lucio Villegas como Doctor Steiner.
- Carmen Rodríguez como Madame Lascar.
- Julian Rivero como Hansen.
- Frazer Acosta como Ali.
- Juan Ola como Nativo.
- James Dime como Nativo.